# Carlo Thränhardt
Carlo Thränhardt, né le 5 juillet 1957 à Bad Lauchstädt, est un ancien sauteur en hauteur allemand. 
Avec un titre de champion d'Europe en salle et une médaille de bronze en plein air, son palmarès n'est pas aussi fourni que celui de son compatriote Dietmar Mögenburg, mais il est le premier sauteur à franchir 2,40 m en salle en 1987, et l'année suivante, il porte le record du monde du saut en hauteur en salle à 2,42 m.
Son record en plein air est de 2,37 m réalisé à Rieti (Italie) en 1984. C'était le record d'Europe (codétenu avec Valeriy Sereda) et constitue toujours trente ans plus tard le record d'Allemagne. 

## Biographie

### Jeunesse
Carlo Thränhardt est né en Saxe-Anhalt, en ex-RDA, mais ses parents déménagent et l'Allemand passe sa jeunesse à Rollesbroich (de)(qui fait aujourd'hui partie de Simmerath), où il commence à s'entraîner avec son frère. Il progresse rapidement sous la houlette de Dragan Tancic, venu de Yougoslavie et qui sera entraîneur fédéral de 1976 à 1987 pour le saut en hauteur.

### Premiers succès
Adepte du style fosbury, licencié à l'ASV Cologne, il obtient dès 1977 son premier titre national, en devenant champion de RFA en salle, et participe au premier de ses 10 championnats d'Europe en salle. En plein air il décroche la troisième place des championnats de RFA et représente son pays à plusieurs occasions : d'abord en coupe d'Europe des nations, en demi-finale à Varsovie, où il réalise 2,25 m, puis en finale, où il assiste au record de RDA de Rolf Beilschmidt en 2,31 m, enfin à la Coupe du monde des nations où il obtient la quatrième place d'un concours remporté encore par Beilschmidt.
En 1978, il conserve son titre national en salle, avec 2,26 m. Aux championnats d'Europe en salle il finit neuvième comme en 1977, tandis que le Soviétique Vladimir Yashchenko réussit 2,35 m, la meilleure performance de tous les temps.
Thränhardt ressaute 2,26 m en plein air lors d'un match contre l'URSS. Il devient vice-champion de RFA puis dispute sa première compétition majeure à Prague, où il décroche la cinquième place des championnats d'Europe.
En 1979, il franchit pour la première fois une barre à 2,30 m, à Eberstadt, en même temps que ses compatriotes, le jeune prodige Dietmar Mögenburg, alors âgé de 17 ans et déclaré vainqueur, et Gerd Nagel, ce qui donne du retentissement à ce tout nouveau meeting exclusivement consacré au saut en hauteur. Il participe comme en 1977 à la demi-finale de la coupe d'Europe, mais pour la finale c'est Mögenburg qui est retenu. 

### Première médaille et stagnation
En 1980, l'Allemand continue à progresser, avec 2,31 m à Stuttgart. Début 1981, il obtient sa première médaille internationale à l'occasion des championnats d'Europe en salle de Grenoble, l'argent derrière le Suisse Roland Dalhäuser. Mais les performances ne suivent pas. Il écarte la tentation de se doper aux anabolisants. En 1981 et 1982, il n'est pas dans les dix meilleurs des bilans.

### Titre et records
En 1983 il remporte son seul titre européen à Budapest, en salle, en prenant le meilleur sur Gerd Nagel (2,32 m contre 2,30 m). En plein air il établit un nouveau record personnel à 2,34 m, à un centimètre du record national de Mögenburg. Il acquiert une grande régularité à 2,30 m avec notamment des victoires à Lausanne et à Nice. Aux premiers championnats du monde d'athlétisme, après avoir fait un sans-faute jusqu'à 2,26 m, il fait l'impasse à 2,29 et essuie trois échecs à 2,32 m. Il remporte encore le Weltklasse de Zurich.
Le 24 février 1984 il remporte le concours en salle de Berlin. En 2,37 m il bat la meilleure performance mondiale en salle, que détenait le Soviétique Igor Paklin depuis le 1er février. Une semaine plus tard il doit se contenter de 2,30 m à Göteborg, synonyme de médaille d'argent aux championnats d'Europe en salle, battu par Mögenburg. En juin à Eberstadt, il réussit 2,36 m en plein air, en compagnie de Mögenburg, ce qui égale le record d'Europe. Mais les deux Allemands sont battus par les 2,39 m du Chinois Zhu Jianhua, nouveau record du monde. Lors de ses premiers Jeux olympiques, il se qualifie pour la finale, où il ne peut faire mieux que 2,15 m en raison d'une entorse à la cheville. En fin de saison, il franchit une barre à 2,37 m lors du meeting de Rieti. Le Soviétique Valeriy Sereda fait de même et remporte le concours après départage aux essais. Les deux athlètes deviennent ainsi les nouveaux codétenteurs du record d'Europe de la spécialité.

### La conquête des2,40m
Durant la saison suivante, Carlo Thränhardt ne brille guère, avec une cinquième place aux Jeux mondiaux en salle 1985. La même année, la barre mythique des 2,40 m est franchie successivement par deux Soviétiques, Rudolf Povarnitsyn puis Igor Paklin. 
À partir de 1986, l'Allemand privilégie la saison en salle. En plus d'une nouvelle deuxième place aux championnats d'Europe en salle, où il s'incline face à Mögenburg comme en 1984, il obtient cependant aussi la médaille de bronze en plein air à Stuttgart, où il subit la loi des Soviétiques, avec Paklin qui établit un nouveau record des championnats en 2,34 m, et Sergey Malchenko qui le bat aux essais. C'est son meilleur résultat en plein air lors d'un grand championnat.
C'est le 16 janvier 1987 à Simmerath qu'il devient le troisième homme à franchir 2,40 m ou plus, et le premier en salle. Cependant, le Suédois Patrik Sjöberg réussit un centimètre de mieux deux semaines plus tard et devient le premier détenteur officiel du record du monde en salle. Aux championnats d'Europe en salle à Liévin l'Allemand obtient sa quatrième médaille d'argent. Malgré un saut à 2,36 m il doit s'avouer vaincu par Sjöberg.
Un an plus tard, le 26 février 1988 à Berlin, Carlo Thränhardt efface une barre à 2,42 m et prend le record au Suédois. C'est à ce moment la meilleure performance absolue, à égalité avec Sjöberg qui avait déjà franchi cette hauteur en 1987 en plein air. Ces deux records seront effacés des tablettes un an plus tard, avec l'avènement du Cubain Javier Sotomayor. Pour sa deuxième participation aux Jeux, il doit se contenter de la septième place.
Thränhardt fréquente les sautoirs jusqu'en 1994, année où il arrête sa carrière.

### Autres activités
Carlo Thränhardt est conseiller en management et coaching ; il a aussi pratiqué le handball et le basket-ball, et a été animateur télé.
Thränhardt reprend la compétition en 2013. Il signe la meilleure performance mondiale dans la catégorie 55-60 ans avec 1,90 m,.
En 2017, il est opéré du cœur pour anévrisme.

## Palmarès

### Jeux olympiques d'été
- Jeux olympiques d'été de 1984 à Los Angeles ( États-Unis)
  - 10e au saut en hauteur
- Jeux olympiques d'été de 1988 à Séoul ( Corée du Sud)
  - 7e au saut en hauteur

### Championnats du monde d'athlétisme
- Championnats du monde d'athlétisme de 1983 à Helsinki ( Finlande)
  - 7e au saut en hauteur
- Championnats du monde d'athlétisme de 1987 à Rome ( Italie)
  - 8e au saut en hauteur

### Championnats du monde d'athlétisme en salle
- Championnats du monde d'athlétisme en salle de 1987 à Indianapolis ( États-Unis)
  - 12e au saut en hauteur
- Championnats du monde d'athlétisme en salle de 1989 à Budapest ( Hongrie)
  - 5e au saut en hauteur

### Championnats d'Europe d'athlétisme
- Championnats d'Europe d'athlétisme de 1978 à Prague ( Tchécoslovaquie)
  - 5e au saut en hauteur
- Championnats d'Europe d'athlétisme de 1986 à Stuttgart ( Allemagne de l'Ouest)
  -  Médaille de bronze au saut en hauteur

### Championnats d'Europe d'athlétisme en salle
- Championnats d'Europe d'athlétisme en salle de 1980 à Sindelfingen ( Allemagne de l'Ouest)
  - 4e au saut en hauteur
- Championnats d'Europe d'athlétisme en salle de 1981 à Grenoble ( France)
  -  Médaille d'argent au saut en hauteur
- Championnats d'Europe d'athlétisme en salle de 1982 à Milan ( Italie)
  - 6e au saut en hauteur
- Championnats d'Europe d'athlétisme en salle de 1983 à Budapest ( Hongrie)
  -  Médaille d'or au saut en hauteur
- Championnats d'Europe d'athlétisme en salle de 1984 à Göteborg ( Suède)
  -  Médaille d'argent au saut en hauteur
- Championnats d'Europe d'athlétisme en salle de 1986 à Madrid ( Espagne)
  -  Médaille d'argent au saut en hauteur
- Championnats d'Europe d'athlétisme en salle de 1987 à Liévin ( France)
  -  Médaille d'argent au saut en hauteur

### National
- 2 titres en plein air (1986 pour la RFA et 1991 pour l'Allemagne)
- 6 titres en salle (1977-1978, 1985-1988 pour la RFA)